# Federazione di softball della Croazia
La Federazione croata di softball (hrv. Hrvatski Softball Savez) è un'organizzazione fondata nel 1994 per governare la pratica del softball in Croazia.
Organizza il campionato di softball croato, e pone sotto la propria egida la nazionale di softball femminile.